# Probstei
Probstei er et område i det nordlige Tyskland på Kielerfjordens vestbred. Større byer er Laboe, Heikendorf og Schönberg. Mod syd afgrænses området gennem floden Schwentine.